# 王室联合
《1603年联合法令》（英語：Union of the Crowns 1603）于1603年3月24日实行。英格兰女王伊丽莎白一世指定苏格兰国王詹姆斯六世为其继承人后驾崩。随后苏格兰国王詹姆斯六世即位为英格兰国王詹姆斯一世。 此项法令出台之後，苏格兰王国、英格兰王国、愛爾蘭王國自1603年起成爲共主邦聯。